# Goerodes palnius
Goerodes palnius är en nattsländeart som beskrevs av Martin E. Mosely 1949. Goerodes palnius ingår i släktet Goerodes och familjen kantrörsnattsländor. Inga underarter finns listade i Catalogue of Life.